# Amparo (nome)
Amparo  è un nome proprio di persona spagnolo femminile.

## Varianti in altre lingue
- Asturiano: Emparo[2]
- Catalano: Empar[2]
- Valenzano: Ampar, Empar

## Origine e diffusione

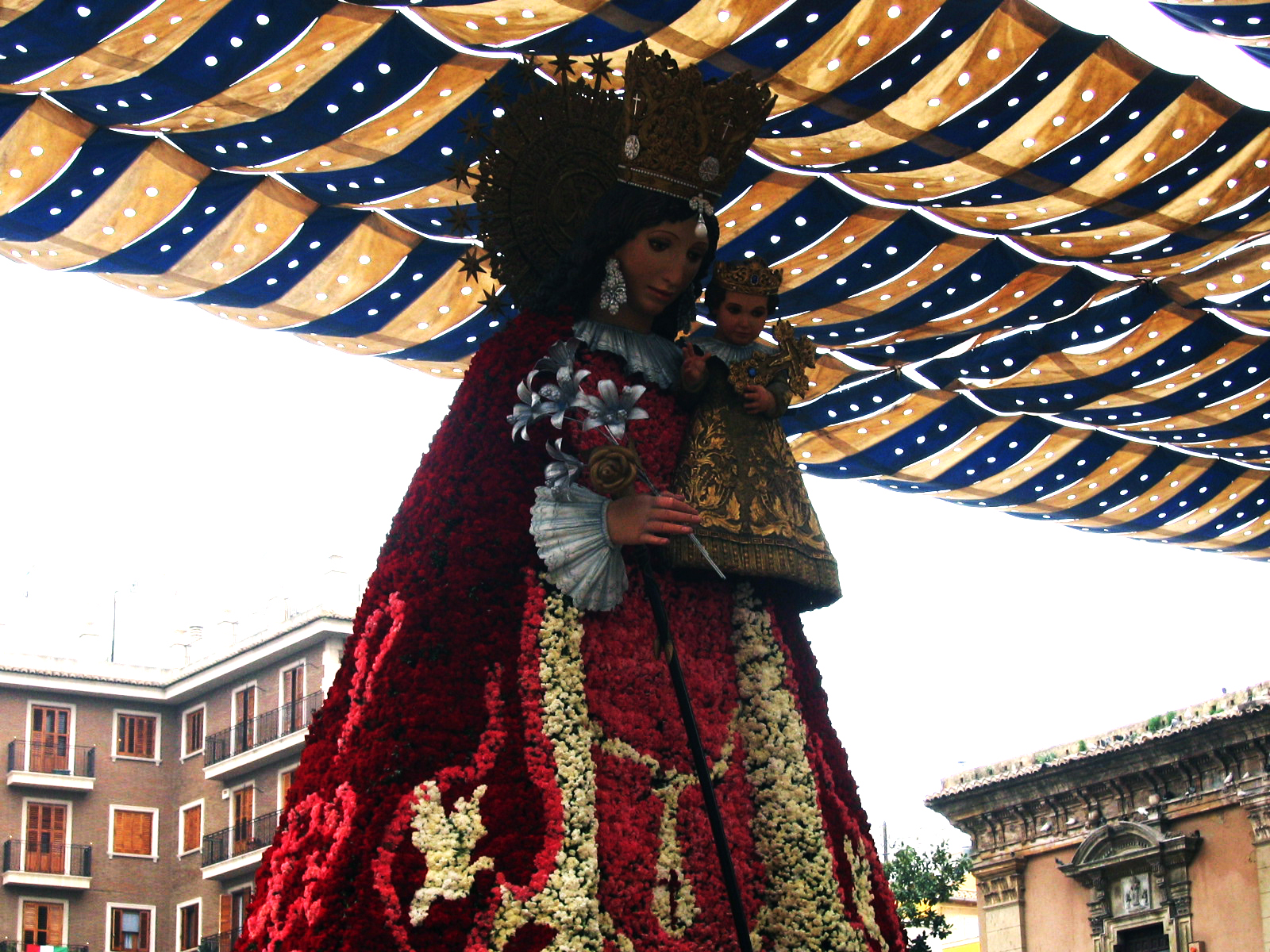
Una statua della Virgen de los desamparados a Valencia

Riprende il termine spagnolo amparo, che vuol dire "rifugio", "protezione", avendo quindi lo stesso significato dei nomi Bjørg e Liv.
Viene solitamente dato in onore della Virgen de los desamparados ("Vergine dei senza protezione"), un titolo con cui la Madonna è venerata nella regione di Valencia e in quella di Pamplona.

## Onomastico
L'onomastico cade il giorno in cui si festeggia la Virgen de los desamparados, che è la seconda domenica di maggio. Si ricorda comunque, con questo nome, anche una beata, Amparo Carbonell Muñoz, o Maria del Rifugio, religiosa delle Figlie di Maria Ausiliatrice, una dei martiri della guerra civile spagnola, uccisa a Barcellona, commemorata il 1º settembre.

## Persone
- Amparo Baró, attrice spagnola
- Amparo López Jiménez, calciatrice spagnola
- Amparo Martínez, modella spagnola
- Amparo Muñoz, attrice e modella spagnola
- Amparo Rivelles, attrice spagnola
- Amparo Rodrigo, modella spagnola
- Amparo Valle, attrice e regista teatrale spagnola

## Il nome nelle arti
- Amparo Duque è un personaggio della serie televisiva spagnola Senza identità, interpretato dall'attrice Verónica Sánchez[5].